# Club Deportivo Capiatá
Maillots
Dernière mise à jour : 14 février 2019.
Le Club Deportivo Capiatá est un club de football paraguayen basé dans la ville de Capiatá.

## Histoire
Le club est fondé en 2008 et démarre en championnat régional. En 2010, il est promu en deuxième division, puis, deux ans plus tard, en terminant à la 2e place, il est promu en Primera División.
Dès sa première saison dans l'élite en 2013, le club se qualifie pour la Copa Sudamericana 2014, après avoir terminé 5e du classement cumulé. Lors de sa première sortie continentale, le Deportivo Capiatá atteint les huitièmes de finale, en étant éliminé par le futur demi-finaliste, Boca Juniors, aux tirs au but.
En 2017, le club participe à la Copa Libertadores, après avoir été la deuxième meilleure équipe non qualifiée du championnat 2016. Le club sera éliminé au troisième tour par l'équipe brésilienne de Paranaense.

## Palmarès
- Championnat du Paraguay de D2
  - Vice-champion : 2012
- Campeonato Nacional de Interligas
  - Vice-champion : 2008